# Microfong
Els microfongs (microfungi) són fongs (eucariotes com les floridures, míldius i els uredinals), que mostren creixement en la punta del miceli i tenen parets cel·lulars compostes del polímer quitina. Formen un grup artificial i parafilètic i es distingeixen només dels macrofongs per l'absència d'un gran cos fructífer multicel·lular.
Els microfongs es troben per tot arreu en ambients terrestres i d'aigües dolces i marines. Creixen sobre les plantes, en el sòl, l'aigua, insectes, el rumen dels bovins, el cabell i la pell.
Moltes espècies de microfongs són benignes i milers d'espècies de microfongs es troben en els líquens o en simbiosi amb les algues. Altres microfongs, coms els dels gèneres Penicillium, Aspergillus i Neurospora, van ser descoberts com floridures que espatllaven les fruites o el pa.

## Microfongs perjudicials

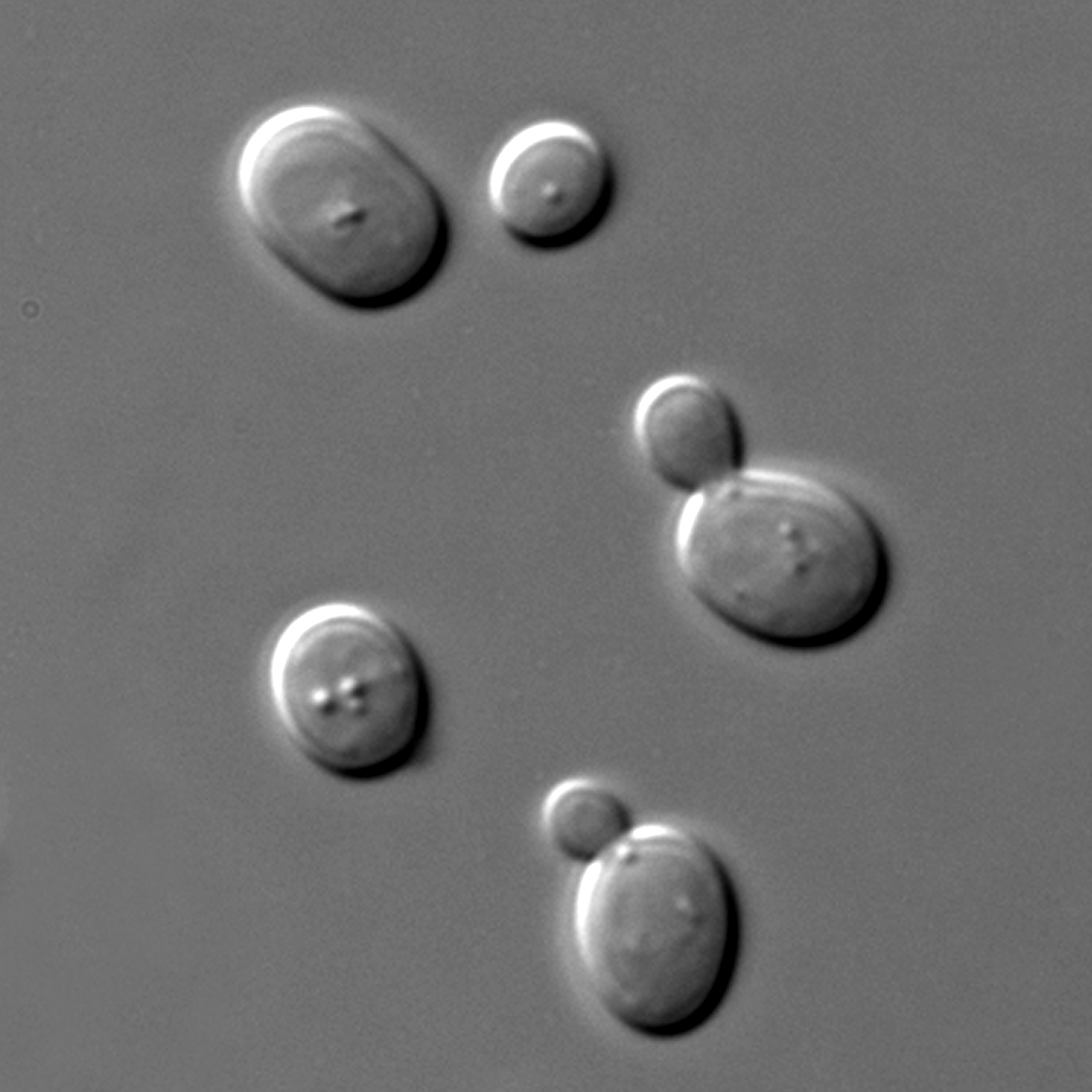
Llevat Saccharomyces cerevisiae

El peu d'atleta el produeix un microfong del gènere Trichophyton. Botrytis cinerea pot espatllar diversos conreus incloent el raïm però també provoca la "podridura noble", que produeix raïms adequats per a vins especials com el Sauternes.
Els tipus d'infecció epidèrmica de la pell són:
- Infecció per llevats
- Peu d'atleta
- Micosi
- Dermatofitosi
- Candidosi